# Tachyoryctes
Genre
Tachyoryctes est un genre de rongeurs de la famille des spalacidés  qui comprend 13 espèces de rat-taupe africain.

## Liste des espèces
Selon Mammal Species of the World (version 3, 2005)  (31 mai 2016) et ITIS (31 mai 2016)
- Tachyoryctes ankoliae
- Tachyoryctes annectens
- Tachyoryctes audax
- Tachyoryctes daemon
- Tachyoryctes ibeanus
- Tachyoryctes macrocephalus
- Tachyoryctes naivashae
- Tachyoryctes rex
- Tachyoryctes ruandae
- Tachyoryctes ruddi
- Tachyoryctes spalacinus
- Tachyoryctes splendens
- Tachyoryctes storeyi